# كيوا (أسطورة)
كيوا (بالإنجليزية: Kiwa)‏ هي أم كل السمك - الصدف في الميثولوجيا البولينزية.